# جيرمين هوبكنز
جيرمين هوبكنز (بالإنجليزية: Jermaine Hopkins)‏ مواليد 23 أغسطس 1973 في نيوآرك، الولايات المتحدة، هو ممثل أمريكي.

## الأعمال
- مويشا (1996)
- رصاصة (1996)
- القانون والنظام: الوحدة الخاصة للضحايا (2001)

## روابط خارجية
- جيرمين هوبكنز على موقع IMDb (الإنجليزية)
- جيرمين هوبكنز على موقع أول موفي (الإنجليزية)
- جيرمين هوبكنز على موقع قاعدة بيانات الفيلم (الإنجليزية)